# Martti Aho

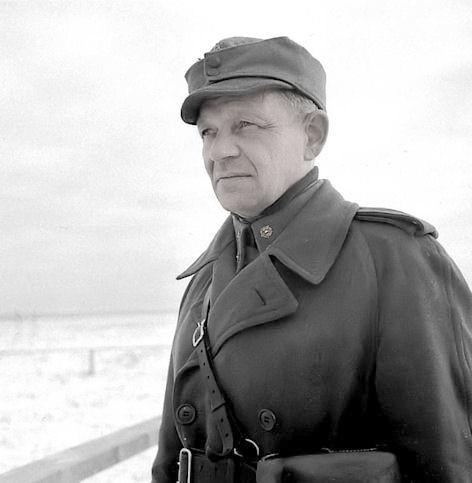
Martti Aho.

Martti Johannes Aho, född 19 november 1896 i Kemi landskommun, död 21 juni 1968 i Gamlakarleby, var en finländsk militär. 
Jordbrukarsonen Aho tjänstgjorde inom Gränsbevakningsväsendet och var under vinterkriget chef för ett partigängarkompani och bataljonskommendör. Under fortsättningskriget var han regementschef i Östkarelen, på Karelska näset och sedan även i Lapplandskriget mot tyskarna. Han sårades två gånger i vinterkriget och en gång i fortsättningskriget. Han blev överste 1944 och Mannerheimriddare två gånger, den 1 mars 1942 och den 16 oktober 1944. Efter kriget var han chef för Rovaniemi och Brahestads militärdistrikt.